# Rivière Rupert
Der Rivière Rupert ist ein Zufluss der James Bay in der kanadischen Provinz Québec.

## Flusslauf
Von seinem Ursprung im Mistassinisee, dem größten natürlichen See in Québec, fließt er 600 km nach Westen zur Rupert Bay und in die James Bay. Gemessen vom Ursprung des Zuflusses Rivière Témiscamie beträgt die Flusslänge 763 km. Das ursprüngliche Einzugsgebiet des Rupert umfasste 43.400 km².
Es gibt sehr schwierige Wildwasserstrecken entlang des Rupert. Kanuten können diese aber über Portage-Strecken am Ufer umgehen. Die beeindruckendsten Wasserfälle sind die Oatmeal Rapids direkt an der James Bay Road (eine Reihe von Kaskaden mit einem Höhenunterschied von 18 m) und den The Fours nahe dem Flussende (24 m Fallhöhe).
Der Rivière Rupert war für lange Zeit ein wichtiger Fluss der Cree in dieser Region. Jedes Jahr macht sich eine Gruppe junger Cree von ihrer Siedlung Waskaganish an der Mündung des Rivière Rupert auf den Weg flussaufwärts zum Lac Nemiscau. Über den Rivière Rupert führt die Brücke Pont de la Rivière-Rupert (⊙) der Route de la Baie James. Knapp 3 km oberhalb der Brücke befindet sich ein Wehr (⊙) am Rivière Rupert. Die Route du Nord (⊙) kreuzt ebenfalls den Rivière Rupert. 

## Flussumleitung
Seit November 2009 wird ein Teil des Wassers des Flusses Rupert im Rahmen des Baie-James-Wasserkraftprojekts nach Norden hin abgeleitet. Nun beträgt der mittlere Abfluss an seiner Mündung nur noch 423 m³/s anstatt den ursprünglichen 900 m³/s.
Der Ableitungsdamm (⊙) am Rivière Rupert befindet sich 4,5 km oberhalb der Brücke der Route du Nord.
Hauptzuflüsse des Rupert sind (in Abstromrichtung):
- Rivière Natastan / Natastan River
- Rivière Lemare / Lemare River – 1290 km² Einzugsgebiet
- Rivière à la Marte / Marten River – 4505 km² Einzugsgebiet
- Rivière Nemiscau / Nemiscau River  – 3015 km² Einzugsgebiet

## Bilder

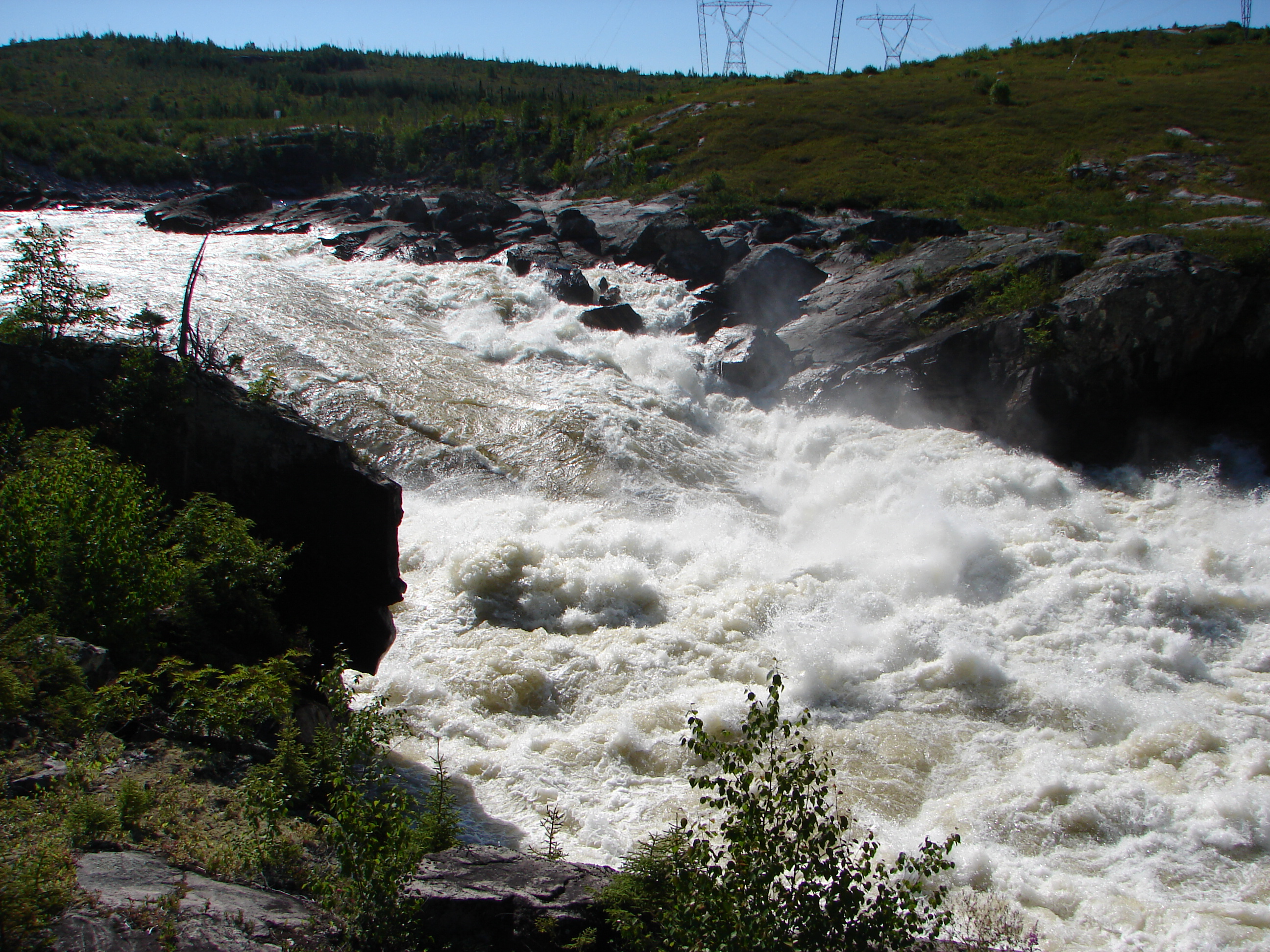
Rupert an der Route du Nord
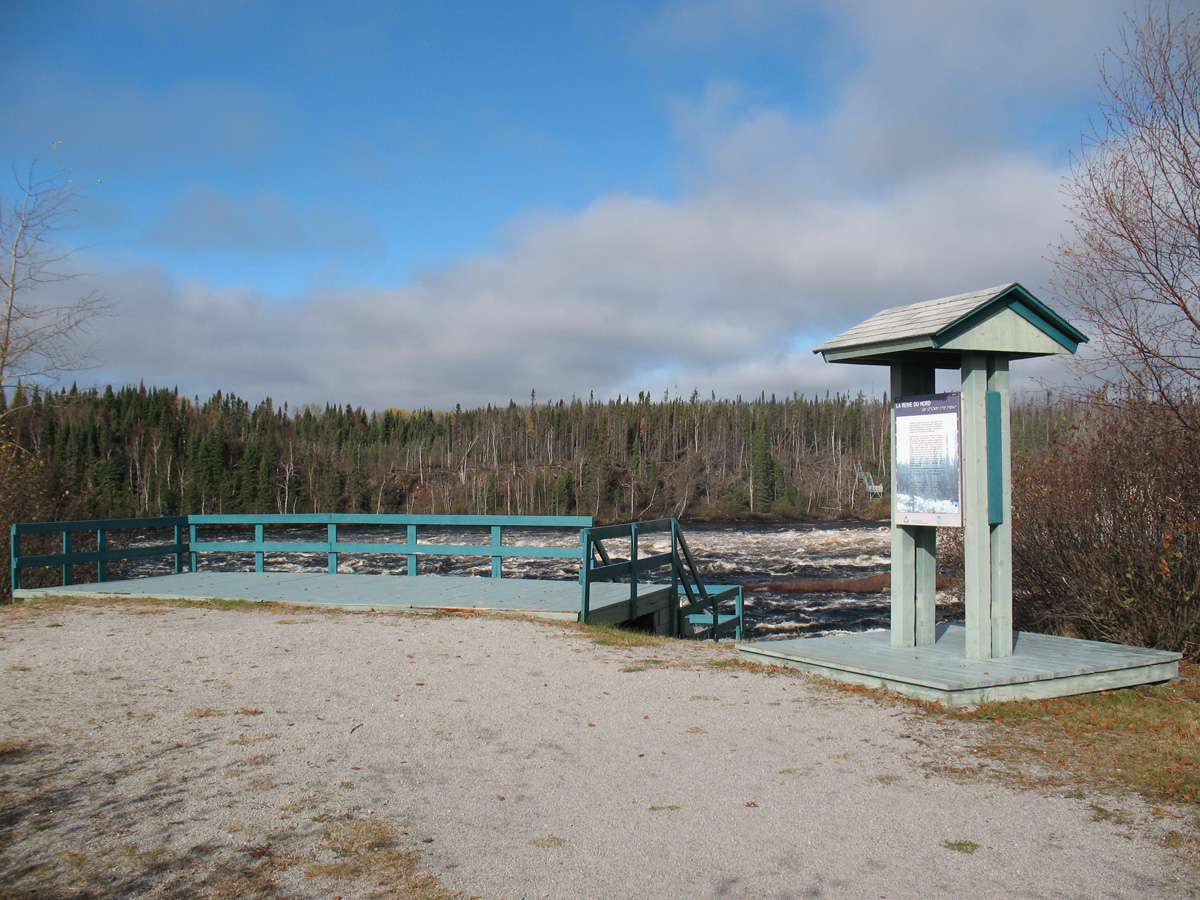
Rupert River Lookout
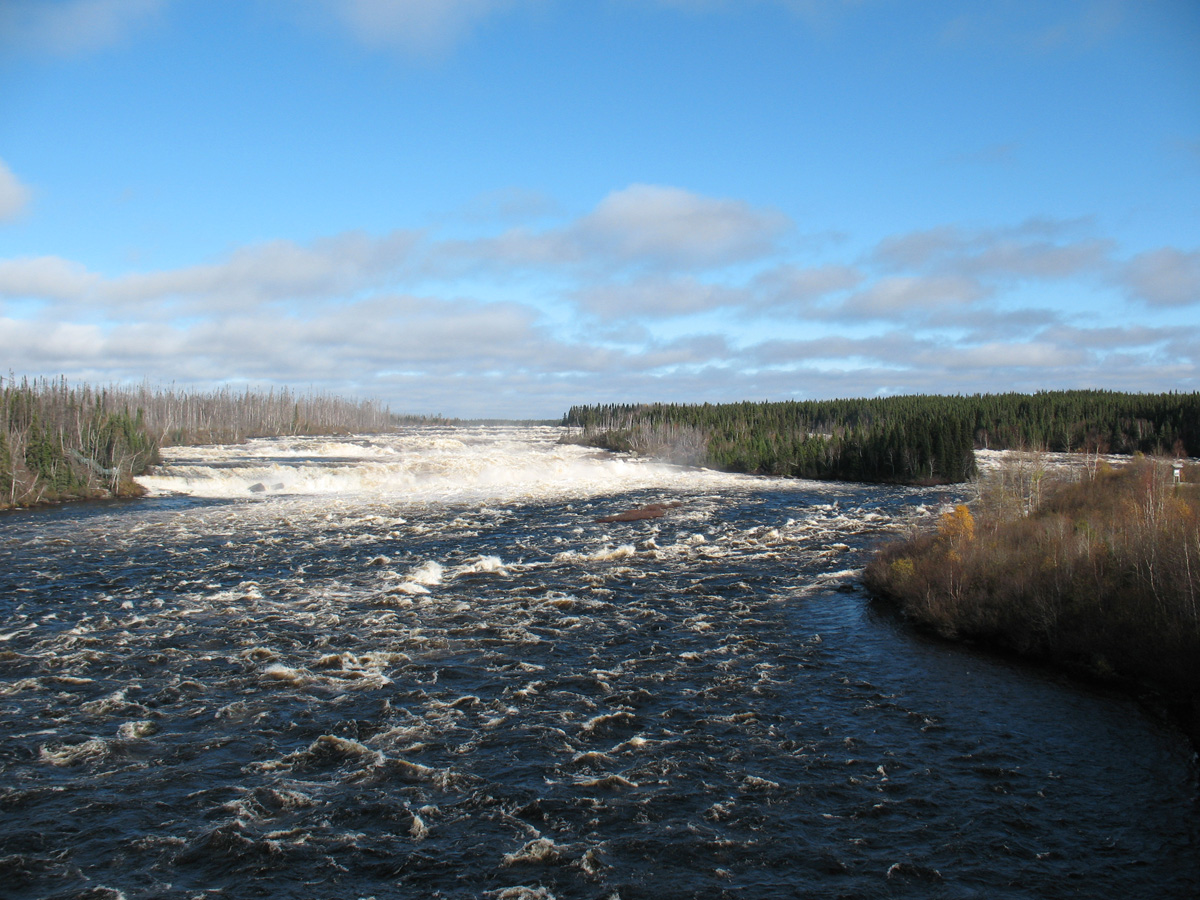
Rupert an der James Bay Road
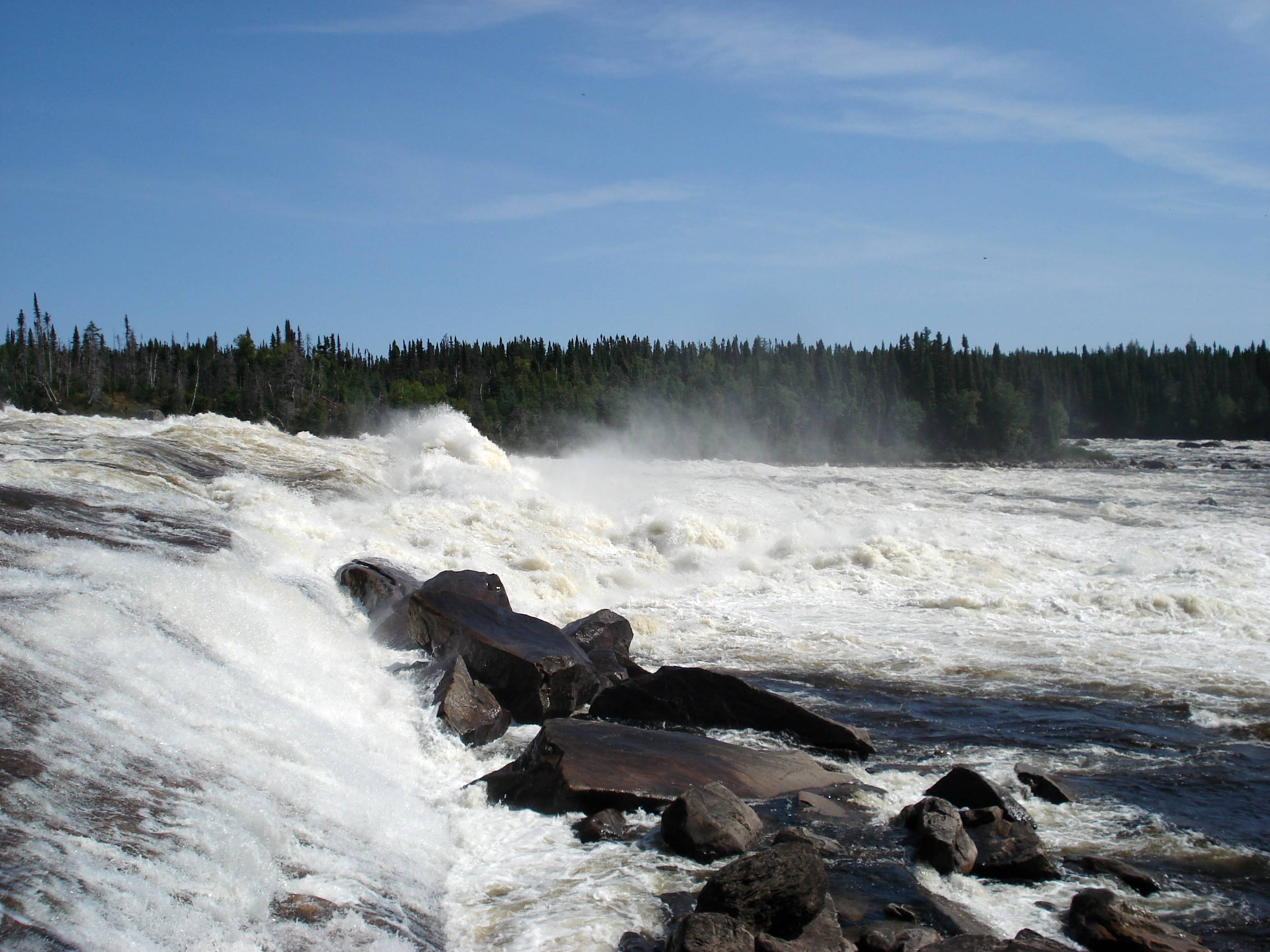
Oatmeal Rapids